# Ghizlaine Chraibi
Pour les articles homonymes, voir Chraibi.
Œuvres principales
Un amour fractal
Ghizlaine Chraibi, née à Tanger le 16 mai 1970, est une psychothérapeute, peintre[réf. nécessaire], autrice et éditrice marocaine. Elle est la fondatrice de l'Institut marocain de psychothérapie relationnelle à Casablanca.

## Biographie
Ghizlaine Chraibi grandit à Casablanca où elle fréquente le Lycée Lyautey (Lycée Français), jusqu'à passer son Bac. Elle obtient ensuite une maîtrise en communication interpersonnelle de l'Université d'Ottawa au Canada, un pays où elle passe près de 20 ans. 
De retour au Maroc en 2010, elle crée en 2013 l'Institut marocain de psychothérapie relationnelle, centre de formation adepte de Carl Rogers, formation continue qui se base sur une pédagogie expérientielle et sur une réflexion approfondie par et pour les personnes formées. Elle organise en juin 2019, la 1ère édition du colloque national de la psychothérapie centrée sur l’humain à Casablanca.
En 2013, son livre Un amour fractal publié aux éditions Juste pour lire est sélectionné parmi les sept œuvres entrant en compétition pour la quatrième édition du Prix Littéraire de la Mamounia, un prix obtenu en définitive cette année par le romancier Rachid O..
En 2019, elle est choisie comme marraine du Festival du livre de Marrakech. Elle est également cette même année 2019, une des signataires d'une tribune, rédigée par la romancière Leïla Slimani et la réalisatrice Sonia Terrab, pour ouvrir davantage le débat sur la dépénalisation des relations sexuelles au Maroc, et, plus largement, contre le contrôle des mœurs et pour des libertés individuelles plus fortes . 
En 2020, elle est invitée à la Foire du livre de Bruxelles et participe à plusieurs débats sur le stand du Maroc, pays invité d'honneur.

## Romans
- 2012 : Un amour fractal - Éditions Juste pour lire[9],[10]
- 2018 : L'Étreinte des chenilles - Éditions L'Harmattan[11]
- 2018 : Un amour fractal (réédition) - Ed. Onze[10]
- 2018 : L'étreinte des chenilles - Éditions Onze[12]
- 2019 : Un jour la nuit - Éditions Onze[13],[14]
- 2020 : Un jour la nuit - Éditions P.A.T.[15](Belgique)
- 2020 : Que la foudre soit avec toi ! - Éditions Onze
- 2022 : Les territoires impuissants  - Éditions Maelström [16]

## Essai
Publication sous la direction de Ghizlaine Chraibi
- 2019 : Six cas de réhabilitation psychosociale en psychothérapie relationnelle au Maroc - Ed. ONZE

- 2021 : Psychothérapie centrée sur la personne et expérientielle - De Boeck Supérieur [17]